# Krnov
Krnov település Csehországban, Bruntáli járásban. Krnov Býkov-Láryšov, Město Albrechtice, Úvalno, Hošťálkovy és Brantice településekkel határos. Lakosainak száma 22 716 fő (2024. január 1.).

## Népesség
A település lakosságának változását az alábbi diagram mutatja:
| Lakosok száma | 8442 | 17 502 | 21 648 | 18 666 | 25 678 | 25 764 | 23 762 | 23 397 | 22 665 | 22 716 |
|               | 1869 | 1890   | 1921   | 1950   | 1980   | 2001   | 2017   | 2019   | 2022   | 2024   |